# Frank Almeda
Frank Almeda (1946) is een Amerikaanse botanicus die is gespecialiseerd in de plantenfamilie Melastomataceae.
In 1968 behaalde hij een B.A. aan de University of South Florida. In 1975 behaalde hij een Ph.D. aan de Duke University met het proefschrift A revision of the Montane-tropical genus Monochaetum (Melastomataceae) of Mexico and Central America. Voor dit proefschrift ontving hij de Jesse M. Greenman Award (een onderscheiding voor het beste proefschrift op het gebied van de plantensystematiek in een bepaald jaar) van de Missouri Botanical Garden.
Tussen 1975 en 1978 was Almeda assistant professor aan de University of California, Los Angeles. Tussen 1978 en 1985 was hij associate-conservator bij de California Academy of Sciences. Tussen 1983 en 1986 was hij hier onderzoeksdirecteur. Vanaf 1985 is hij er senior-conservator.
Almeda houdt zich bezig met onderzoek van bedektzadigen. Hierbij richt hij zich op de fylogenie, de biogeografie, de evolutiebiologie en de relaties tussen bloemstructuren en bestuiving. Hij is gespecialiseerd in de familie Melastomataceae. Voor zijn onderzoek naar deze familie combineert hij de gegevens van veldwerk en analyses in het laboratorium. Hij onderzoekt de relatie tussen de planten en hun bestuivers. Met behulp van rasterelektronenmicroscopie onderzoekt hij de structuur van zaden en stuifmeel. Hij verricht cytologisch onderzoek, waarbij hij zich richt op de aantallen chromosomen en op onderzoek van DNA-sequenties.
Almeda houdt zich in het veld bezig met regionale floristische inventarisaties. Hij richt zich op het in kaart brengen van leden van de familie Melastomataceae in Costa Rica, Chiapas, Mexico en de gehele Meso-Amerikaanse regio. Hierbij wil hij zich bezighouden met het fabriceren van determinatiesleutels, gedetailleerde soortbeschrijvingen, gegevens met betrekking tot voorkomen, illustraties aan de hand waarvan identificaties kunnen worden verricht en verklarende discussies. Ook wil hij informatie verkrijgen over lokale en commerciële toepassingen van soorten uit de familie Melastomataceae en hun potentieel voor economische exploitatie. Met zijn inventarisaties hoop hij ook informatie te verkrijgen over de tropische gebieden die uniek zijn en bescherming verdienen.
Almeda heeft veldwerk verricht in de kustmoerassen en bergachtige nevelwouden van Mexico, Centraal-Amerika en de Caraïben; de cerrado en bossen langs waters in graslandgebieden met verder weinig bomen ('gallery forrest') in Brazilië; en de páramo boven de boomgrens in de Ecuadoraanse en Venezolaanse Andes.
Almeda is lid van organisaties als de California Botanical Society (voorzitter in 1986-1987), de American Society of Plant Taxonomists en de Organization for Tropical Studies. Hij is fellow van de California Academy of Sciences.
Almeda is (mede)auteur van artikelen in tijdschriften als Annals of the Missouri Botanical Garden, Brittonia, Novon en Systematic Botany. Hij is (mede)auteur van meer dan 130 botanische namen. Hij participeert in de Flora Mesoamericana, een samenwerkingsproject dat is gericht op het in kaart brengen en beschrijven van de vaatplanten van Meso-Amerika. Tevens is hij lid van de Organization for Flora Neotropica (OFN), een organisatie die als doel heeft om een gepubliceerd overzicht te geven van de flora van de neotropen.